# فرودگاه جئونجو
فرودگاه جئونجو (به انگلیسی: Jeonju Airport) یک فرودگاه نظامی و همگانی با کد یاتا CHN است که یک باند فرود آسفالت دارد و طول باند آن ۱۴۶۳ متر است. این فرودگاه در شهر جئونجو کشور کره جنوبی قرار دارد و در ارتفاع ۲۹ متری از سطح دریا واقع شده‌است.